# Microcebus gerpi
Microcebus gerpi е вид бозайник от семейство Лемури джуджета (Cheirogaleidae). Видът е критично застрашен от изчезване.